# Индустрија коже и обуће
Индустрија коже и обуће је грана индустрије која се бави производњом сирове коже, обуће и других галантеријских производа. Данас се ова грана заснива на замени праве коже за вештачку и повећањем њене производње.
У Србији постоји неколико фабрика које се баве овом делатношћу:
- производња коже
  - Гиљева-Сјеница, Кобра Бане, Алта и др.
- производња обуће
  - Мубб, Батајница, Орландини, Борели, Обућа Експорт-Импорт, Тодор и др.